# Шнайдер, Саша (скрипач)
Саша Шнайдер (англ. Sascha Schneider, настоящее имя Авром Шнайдер, нем. Avrom Sznejder; 21 октября 1908, Вильнюс — 2 февраля 1993, Нью-Йорк) — американский скрипач. Брат Миши Шнайдера.
Начинал учиться музыке в Виленской консерватории. В 1924 году переехал в Германию, учился во Франкфурте у Адольфа Ребнера и в Берлине у Карла Флеша. В 1927 году был принят первой скрипкой в оркестр Саарбрюккена, с 1929 года играл в Оркестре Северогерманского радио (Гамбург) и одновременно руководил собственным квартетом (в котором, в частности, на виолончели играл Артур Трёстер). Однако угроза прихода к власти нацистов заставила Шнайдера оставить работу в Гамбурге и переехать в 1932 году в Будапешт благодаря приглашению своего брата, уже два года игравшего в Будапештском квартете. Шнайдер вошёл в состав квартета в качестве второй скрипки и работал в составе этого ансамбля на протяжении 12 лет, в 1937 году переехав из Будапешта в Нью-Йорк. Покинув квартет в 1944 году, Шнайдер играл в других камерных составах, начиная с 1950 года активно сотрудничал с Пабло Казальсом в музыкальных фестивалях, проводившихся Казальсом во Франции, в Пуэрто-Рико и др. В 1955 году Шнайдер вернулся в Будапештский квартет и играл в нём вплоть до конца существования квартета в 1967 году. В 1972 году Шнайдер создал оркестр «Бранденбургские солисты». Особенно часто Шнайдер концертировал в Израиле, благодаря его деятельности в эту страну приезжали и другие выдающиеся музыканты; вклад Шнайдера в музыкальную культуру Израиля был оценен посвящённой ему персональной выставкой (1973), которую открыла лично Голда Меир.
За 56 лет Саша Шнайдер осуществил записи 300 произведений 39 композиторов, начиная с трио-сонат и concerti grossi Генделя и вплоть до сочинений Аарона Копленда и Бена Вебера.